# Mohnyin
Mohnyin – miasto w Mjanmie, w stanie Kaczin. Według danych na rok 2014 liczyło 33 290 mieszkańców.